# 106 هـ
106 هـ هي سنة في التقويم الهجري امتدت مقابلةً في التقويم الميلادي بين سنتي 724 و725.

## مواليد
- الحكم بن الوليد بن يزيد الأموي
- معتمر بن سليمان

## وفيات
- عمرة بنت عبد الرحمن
- غيلان الدمشقي
- سالم بن عبد الله بن عمر بن الخطاب
- طاووس بن كيسان